# SOUL BUSTER
「SOUL BUSTER」（ソール・バスター）は、日本の女性歌手、彩音の22枚目のシングル。2016年11月30日に5pb.Recordsより発売された。

## 概要
- 前作「IF」以来約11ヶ月ぶりとなるリリースであり、2016年に唯一リリースされたシングル。
- 表題曲は中日テレビアニメ『侍霊演武:将星乱』のオープニングテーマに起用され[1]、本人がテレビアニメのオープニングテーマを担当するのは7年振りとなる。
- オリコンチャートは圏外となった。

## 収録曲
| #         | タイトル                   | 作詞       | 作曲         | 編曲         | 時間  |
| --------- | -------------------------- | ---------- | ------------ | ------------ | ----- |
| 1.        | 「SOUL BUSTER」            | 志倉千代丸 | 志倉千代丸   | 奥山アキラ   | 3:41  |
| 2.        | 「On my way」              | 彩音       | ミヤハラ信哉 | Tak Miyazawa | 4:20  |
| 3.        | 「SOUL BUSTER」(off vocal) |            |              |              | 4:23  |
| 4.        | 「On my way」(off vocal)   |            |              |              | 4:17  |
| 合計時間: | 合計時間:                  | 合計時間:  | 合計時間:    | 合計時間:    | 16:41 |